# Nicolas Beaudan
Nicolas Beaudan (* 13. prosince 1980 Clermont-Ferrand, Francie) je bývalý francouzský sportovní šermíř, který se specializoval na šerm fleretem. Francii reprezentoval v prvním desetiletí jednadvacátého století. V roce 2005 obsadil třetí místo na mistrovství světa v soutěži jednotlivců. S francouzským družstvem fleretistů vybojoval v roce 2005, 2006 a 2007 titul mistrů světa.